# Марлоу (фильм, 2022)
«Марлоу» (англ. Marlowe) — художественный фильм режиссёра Нила Джордана. Экранизация романа Джона Бэнвилла «Черноглазая блондинка» 2014 года. Главную роль исполнил Лиам Нисон.

## Сюжет
В 1939 году частного детектива Филипа Марлоу нанимает Клэр Кавендиш, дочь нефтяного магната, чтобы найти своего пропавшего любовника Нико Петерсона. Марлоу узнаёт в полиции, что Нико Петерсон был раздавлен насмерть автомобилем на дороге недалеко от клуба «Корбата». Но на следующей встрече с Клэр Кавендиш Марлоу узнаёт от неё, что она видела Нико Петерсона живым в Тихуане, где Петерсон известен как коллекционер дешёвых произведений искусства. Марлоу это известие выводит из себя, потому что Кавендиш не сказала этого раньше. Марлоу чувствует, что Кавендиш его обманывает. Дома у Клэр Кавендиш Марлоу знакомится с её матерью Дороти Куинкэннон. Они обмениваются любезностями, и Дороти Куинкэннон пытается узнать, что на самом деле случилось, но Марлоу не раскрывает деталей своей работы.
Марлоу посещает кладбище, где похоронены останки предполагаемого Нико Петерсона, где он видит молодую женщину. Марлоу обнаруживает, что предполагаемое тело Нико Петерсона было кремировано. Он пытается догнать молодую женщину, но она ускользает с кладбища на автомобиле. Марлоу сообщает начальнику полиции, что Нико Петерсон жив, поэтому полиция должна расследовать убийство неизвестного человека, который был опознан как якобы Нико Петерсон.
Марлоу решает посмотреть, что собой представляет клуб «Корбата», но садовники на территории клуба оказываются на самом деле молодчиками, и между ними происходит драка. Но позднее Марлоу получает приглашение от управляющего клубом Флойда Хэнсона. Флойд Хэнсон спрашивает, почему Марлоу ищет Нико Петерсона, если считается, что тот был раздавлен автомобилем. Марлоу говорит Хэнсону, что клуб «Корбата» может иметь проблемы в связи со смертью Петерсона, но Хэнсон утверждает, что автомобильное происшествие произошло на дороге, которая не относится к территории клуба, поэтому «Корбата» никак не может быть связана с этим фатальным дорожно-транспортным происшествием. Марлоу узнаёт от Хэнсона, что «Корбата» — это элитный клуб для богатых, где их клиенты отдыхают и занимаются спортом, но Марлоу догадыается, что клуб «Корбата» — это бордель, где богатые развлекаются с проститутками и балуются наркотой.
Марлоу пытается найти сестру Нико Петерсона, но на него нападают двое мексиканцев и оглушают дубинкой, после чего Марлоу, очнувшись, знакомится с наркобароном Лу Хендриксом и его шофёром Седриком, афро-американским крепышом. Лу Хендрикс пытается узнать от Марлоу, почему он хотел найти сестру Нико Петерсона.
Марлоу приходит в полицию и просит найти сестру Нико Петерсона. Вскоре знакомый Марлоу, сыщик Берни Олс, сообщает Марлоу, что полиция нашла её мёртвое тело в реке. Убийство девушки глубоко потрясает Марлоу, а также не нравится и полицейскому начальству, которое просит Марлоу разобраться с гадюшником в клубе «Корбата», так как сама полиция не имеет разрешения для обыска элитного заведения. Марлоу проникает в клуб через задний двор. В клубе начинается перестрелка, и управляющего клубом убивают, также как и наркобарона Лу Хендрикса. Марлоу обещает шофёру наркобарона, великану Седрику, помощь, и они становятся друзьями. Полиция благодарит Марлоу, что он уничтожил всех влиятельных бандитов в клубе.
Марлоу возвращается домой, где он встречает Нико Петерсона. Петерсон просит Марлоу пригласить Клэр Кавендиш на тайную встречу среди декораций кинокомпании, где Петерсон раньше работал постановщиком. Марлоу также приходит на встречу Нико Петерсона и Клэр Кавендиш среди декораций киностудии. На этой встрече Кавендиш убивает Нико Петерсона, так как Петерсон шантажировал покровителя их семьи, влиятельного и богатого политика. Кавендиш становится владелицей кинокомпании в награду за убийство своего любовника и шантажиста Петерсона. Марлоу просит Кавендиш взять на должность охранника киностудии своего друга Седрика.

## В ролях
- Лиам Нисон — Филип Марлоу, частный детектив
- Диана Крюгер — Клэр Кавендиш, дочь нефтяного магната
- Джессика Лэнг — Дороти Куинкэннон, актриса и мать Клэр Кавендиш
- Адевале Акиннуойе-Агбадже — Седрик, шофёр Лу Хендрикса
- Алан Камминг — Лу Хендрикс, наркобарон
- Дэнни Хьюстон — Флойд Хэнсон, управляющий клубом «Корбата»
- Иэн Харт — Джо Грин, начальник полиции
- Колм Мини — Берни Олс, полицейский, друг Марлоу
- Даниэла Мелшиор — Линн Петерсон, сводная сестра Нико Петерсона
- Франсуа Арно — Нико Петерсон, любовник Клэр Кавендиш
- Патрик Малдун — Ричард Кавендиш

## Производство
31 марта 2017 года стало известно, что Лиам Нисон исполнит роль Филипа Марлоу, вымышленного персонажа, созданного Рэймондом Чендлером. В основе сценария роман 2014 года ирландского писателя Джона Бэнвилла «Черноглазая блондинка», адаптацию для большого экрана напишет Уильям Монахан. В июне 2021 года режиссёрское кресло занял Нил Джордан.
Съёмки начались в ноябре 2021 года в Испании и Ирландии. 4 ноября 2021 года Нисона заметили во время съёмок в Барселоне. В ноябре 2021 года к актёрскому составу фильма присоединились Диана Крюгер, Джессика Лэнг, Адевале Акиннуойе-Агбадже, Алан Камминг, Дэнни Хьюстон, Иэн Харт, Колм Мини, Даниэла Мелшиор и Франсуа Арно.

## Восприятие
На сайте Rotten Tomatoes фильм имеет рейтинг 22 % основанный на 79 отзывах, со средней оценкой 5/10. На Metacritic средневзвешенная оценка составляет 41 из 100 на основе 21 рецензии, что указывает на «смешанные или средние отзывы».
Гай Лодж из Variety пишет в своей рецензии: «Фильм Джордана одновременно решительно консервативен в изображении исторического периода и раздражающе постмодернистский в своём потворстве аудитории».
Обозреватель Film.ru Константин Мышкин оценил фильм в 5 баллов из 10, резюмировав: «В общем и в целом „Марлоу“ — спорное и совершенно точно необязательное возвращение к жизни героя, который эпохой не слишком востребован».